# Carcelia prima
Carcelia prima är en tvåvingeart som beskrevs av Baranov 1931. Carcelia prima ingår i släktet Carcelia och familjen parasitflugor. Inga underarter finns listade i Catalogue of Life.